# Бахушрутия
Бахушрутия (санскр. बहुश्रुतीय, IAST: Bahuśrutīya, в будд. традиции — «те, кто много слушал», «эрудиты») — школа раннего буддизма ветви Махасангхика.

## История
Школа Бахушрутия возникла около 250 года до н. э. в результате раскола школы Гокулика. Её основал архат Яджнявалкья, призывавший своих последователей доносить истину учения Будды не только монахам, но и «непосвящённым» (притхагджана). Согласно легенде, Яджнявалкья погрузился в медитацию во времена Будды и вышел из неё через два столетия, после чего раскритиковал трактовку «Трипитаки» школой Махасангхика за её поверхностность. Последователи Бахушрутии занимались миссионерской деятельностью. Они основывали монастыри в Таксиле, Пешаваре, Тахти-Бахлоле и Нагарджуниконде. По некоторым сведениям к этой школе принадлежал известный поэт Ашвагхоша. В VII веке школа прекратила своё существование.

## Доктрина
Известным теоретиком школы считается ачарья Харивармана, чей труд «Сатьясиддхи-шастра» был канонизирован школой. В этом сочинении обсуждается проблема, ставшая центральной в доктрине школы, — существуют ли дхармы прошедшего и будущего времени в том же смысле, что и дхармы настоящего времени. В «Сатьясиддхи-шастре» также рассматриваются вопросы о концентрации сознания и нирване, о природе познания и «пустотности», а также о двух уровнях истины. Канон Бахушрутии состоял только из основных разделов «Трипитаки»: Виная-питаки, Сутра-питаки и Абхидхарма-питаки.
Школа Бахушрутия провозгласила трансцендентность (локоттара) природы главных пунктов учения Будды — анитья, дуккха, анатман, шуньята и нирвана, а всё остальное в буддийском учении объявили земным (лаукика). Это вызвало протест со стороны традиционной школы Стхавиравада. Последователи Бахушрутии считали, что дары следует подносить не только Будде, но и сангхе. Здесь они пытались занять среднюю позицию между взглядами школ Махищасака и Дхармагуптака. Бахушрутии также проповедовали принцип воздержанности от категоричных суждений.